# Grallaria
Grallaria és un gènere d'ocells de la família dels gral·làrids (Grallariidae). Agrupa nombroses espècies natives de l'Amèrica tropical (Neotròpic), on es distribueixen principalment a Amèrica del Sud (una espècie, Grallaria guatimalensis, també per Mèxic i Amèrica Central), moltes d'elles al llarg de la serralada dels Andes, des del nord del continent (inclusivament Trinitat), fins al nord de l'Argentina.

## Descripció
Les espècies d'aquest gènere són un grup d'ocells meravellosos, carnosos i de format arrodonit, de cua extremadament curta i cames molt llargues, mesurant entre 14,5 cm de longitud (els petits: G. rufula i G. blakei) a 24 cm (els més grossos: G. excelsa i G. geganta). Són trobats principalment en selves humides i montanes, aconseguint la major diversitat als Andes. Segueixen un patró de tonalitats de marró, rogenc i gris, i sovint exhibeixen algun tipus de barrat, escamat o estriat. Són primàriament terrestres, encara que els mascles d'algunes espècies s'enfilen en penjadors baixos mentre canten, i es poden moure amb sorprenent agilitat i velocitat. La majoria són notòriament tímids i discrets, encara que unes poques espècies (notablement els andins G. andicolus i G. quitensis) es mouen més per zones semiobertes. Tots són més coneguts pels cants simples però atractius, generalment la primera indicació de la seva presència.

## Taxonomia
El gènere va ser introduït per l'ornitòleg francès Louis Pierre Vieillot el 1816 amb l'antpitta variegada (Grallaria varia) com a espècie tipus. El nom del gènere prové del neollatí «grallarius» que significa “caminador de xanques”.
Amb l'exclusió del gènere Pittasoma de Formicariidae, i l'inclusió a Conopophagidae, aquest gènere, juntament amb Grallaricula, Myrmothera i Hylopezus conforma un clade monofilètic ben definit idèntic a la subfamília Grallarinae anteriorment inclosa a Formicariidae. Aquest clade pot ser dividit en dos llinatges ben característics, el nombrós i complex Grallaria i les espècies de menor grandària dels altres tres gèneres. Per la seva banda, els estudis geneticomoleculars de Rice, 2005 confirmen la monofília del gènere i suggereixen l'existència de dos clades principals dins del grup:
- Clade 1: format per les espècies més grosses agrupades en el subgènere Grallaria (G. squamigera i G. varia), que presenten pits ocres amb caps i dorsos contrastants en gris escamat. Els membres d'aquest grup tenen vocalitzacions exclusives, cants potents que se senten des de lluny i consisteixen en una llarga sèrie de «juts» repetits, sovint acabant en un crescendo.

- Clade 2: format per totes les altres espècies, i a la vegada subdividides en tres sublinatges:
- # el format per les espècies menors del complex G. rufula i G. blakei, que habiten als Andes, i tenen pit de color llis, va rebre el nom de subgènere Oropezus
- # el format per les espècies amazòniques de terres baixes, G. dignissima i G. eludens, que presenten plomes dels flancs allargades, marrons i crema i el pit i flancs marcadament estriats, amb vocalitzacions virtualment idèntiques, va rebre el nom de subgènere Thamnocharis,
- # el format per G. watkinsi i G. ruficapilla, incloent-hi G. bangsi i G. kaestneri, amb pits moderadament estriats i algun vermell al cap i gola, va rebre el nom de subgènere Hypsibemon. G. watkinsi n'és una excepció, no només per la vocalització única, sinó també per tractar-se de l'únic Grallaria que no té les potes de color gris blavós.

L'espècie xanca d'Urrao, va ser recentment descrita des de Colòmbia en dos treballs separats amb noms i autors que competeixen entre si: Grallaria fenwickorum Barrera, Bartels & Fundació ProAves de Colòmbia, 2010 i G. urraoensis. El Comitè de Classificació de Sud-americà (SACC) va reconèixer la nova espècie mitjançant l'aprovació de la Proposta N° 479 que va donar prioritat a G. urraoensis.
Les anteriorment subespècies G. quitensis alticola, dels Andes orientals de Colòmbia, i G. quitensis atuensis, dels Andes del nord del Perú, ja eren considerades com a espècies separades de G. quitensis pel Manual dels Ocells del Món (HBW) i per Birdlife International (BLI) i més recentment pel Congrés Ornitològic Internacional basant-se en diferències morfològiques, de plomatge i vocals.
L'espècie G. saltuensis, de la Regió muntanyenca del Perijá a la frontera entre Colòmbia i Veneçuela, també ja era considerada com a espècie separada de G. rufula per HBW i per BLI amb base en diferències morfològiques, de plomatge i vocals.
Les investigacions d'Isler et al. (2020) van estudiar les diverses poblacions del complex Grallaria rufula (xanca rogenca), que es distribueix per les selves humides muntanes andines des del nord de Colòmbia i adjacent Veneçuela fins al centre de Bolívia. El  plomatge generalment és uniforme amb franges i color canyella, i varien subtilment de tonalitat. En contrast, es van trobar diferències substancials en les vocalitzacions entre poblacions geogràficament aïllades o parapàtriques. Utilitzant una àmplia filogènia molecular, i amb base en les diferències diagnòstiques en la vocalització, i en el plomatge on calia, els autors van identificar setze poblacions diferents al nivell d'espècies, tres ja existents (G. rufula, G. blakei i G. rufocinerea), set prèviament designades com a subespècies, (una d'elles, G. saturata, ressuscitada) i, notablement, sis noves espècies, tot seguit llistades moltes d'elles sense nom comú en català al no estar reconegudes per HBW i per tant no incloses en el Termcat.
A la Proposta N° 883 al Comitè de Classificació de Sud-americà (SACC) es van reconèixer totes les noves espècies o dividides. L'IOC i Clements Checklist/eBird ja reconeixen totes les espècies.
Segons la Classificació del Congrés Ornitològic Internacional (versió 14.2, 2024) aquest gènere està format per 47 espècies:
- Grallaria squamigera - xanca ondulada.
- Grallaria gigantea - xanca gegant.
- Grallaria excelsa - xanca grossa.
- Grallaria varia - xanca bigarrada.
- Grallaria alleni - xanca bigotuda.
- Grallaria guatimalensis - xanca escatosa.
- Grallaria chthonia - xanca de Táchira.
- Grallaria haplonota - xanca llisa.
- Grallaria dignissima - xanca pit-roja.
- Grallaria eludens - xanca de l'Ucayali.
- Grallaria ruficapilla - xanca de capell castany.
- Grallaria watkinsi - xanca de Watkins.
- Grallaria bangsi - xanca de Santa Marta.
- Grallaria kaestneri - xanca de Cundinamarca.
- Grallaria andicolus - xanca andina.
- Grallaria griseonucha - xanca de clatell gris.
- Grallaria ridgelyi - xanca de Ridgely.
- Grallaria nuchalis - xanca de clatell castany.
- Grallaria carrikeri - xanca becclara.
- Grallaria albigula - xanca gorjablanca.
- Grallaria flavotincta - xanca pitgroga.
- Grallaria hypoleuca - xanca pitblanca.
- Grallaria przewalskii - xanca de Przewalski.
- Grallaria capitalis - xanca castanya.
- Grallaria erythroleuca - xanca de Cusco.
- Grallaria spatiator -
- Grallaria saltuensis - xanca de Perijá.
- Grallaria rufula - xanca rogenca.
- Grallaria rufocinerea - xanca bicolor.
- Grallaria alvarezi -
- Grallaria saturata -
- Grallaria cajamarcae -
- Grallaria blakei - xanca de Blake.
- Grallaria gravesi -
- Grallaria oneilli -
- Grallaria obscura -
- Grallaria centralis -
- Grallaria ayacuchensis -
- Grallaria occabambae -
- Grallaria sinaensis -
- Grallaria cochabambae -
- Grallaria quitensis - xanca lleonada.
- Grallaria alticola - xanca lleonada septentrional.
- Grallaria atuensis - xanca lleonada meridional.
- Grallaria milleri - xanca de Miller.
- Grallaria urraoensis - xanca d'Urrao.
- Grallaria erythrotis - xanca de galtes taronja.